# Molekylär evolution
Molekylär evolution är processen då det genetiska materialet i populationer bestående av organismer förändras med tiden.